# 天山秦艽
天山秦艽（学名：Gentiana tianschanica）是龙胆科龙胆属的植物。分布在俄罗斯以及中国大陆的新疆等地，生长于海拔1,200米至3,900米的地区，见于河滩、山坡草地或林下，目前尚未由人工引种栽培。

## 别名
天山龙胆（中国高等植物图鉴）